# ROTA
ROTA (порт. Rondas Ostensivas Tobias de Aguiar) — бразильское подразделение специального назначения военной полиции Сан-Паулу. Носит имя бразильского военного и политического деятеля Рафаэля Тобиаса де Агияра.

## Задачи
- Ликвидация гражданских беспорядков.
- Восстановление общественного порядка.
- Специальные операции.
- Защита городских районов.

## Вооружение
Некоторые виды вооружения, используемые ROTA:
- Пистолеты — Taurus PT92, Taurus PT 24/7;
- Пистолеты-пулемёты — Beretta M12;
- Автоматы —  M16
- Автоматическая винтовка FN FAL;